# Distance interréticulaire
Un cristal contient une infinité de plans dans lesquels les atomes (ou les nœuds du réseau) sont arrangés périodiquement : ce sont les plans réticulaires, définis par leurs indices de Miller (hkl). Pour h, k et l donnés, il existe une infinité de plans parallèles entre eux et regroupés en une famille de plans réticulaires. La distance interréticulaire dhkl est la plus courte distance entre deux plans de la famille {hkl}.
L'ensemble des distances interréticulaires d'un cristal est directement mesurable par diffraction (de rayons X par exemple) grâce à la loi de Bragg et permet d'identifier le cristal en question par comparaison avec les banques de données existantes (Voir l'article Powder diffraction file).

## Calcul de la distance interréticulaire
La distance interréticulaire dhkl est donnée par :
{\displaystyle d_{hkl}={\frac {1}{\|{\vec {H}}\|}}={\frac {1}{\sqrt {{\vec {H}}^{T}G_{r}{\vec {H}}}}}}
où :
- Gr est le tenseur métrique du réseau réciproque ;
- {\displaystyle {\vec {H}}=h{\vec {a_{r}}}+k{\vec {b_{r}}}+l{\vec {c_{r}}}} est le vecteur normal à un plan de la famille {hkl) ;
- {\displaystyle {\vec {a_{r}}}}, {\displaystyle {\vec {b_{r}}}} et {\displaystyle {\vec {c_{r}}}} sont les vecteurs de base du réseau réciproque ;
- {\displaystyle {\vec {H}}^{T}} est la transposée du vecteur {\displaystyle {\vec {H}}}.

Dans le cas général triclinique, le tenseur métrique réciproque s'écrit :
{\displaystyle G_{r}={\begin{bmatrix}a_{r}^{2}&a_{r}b_{r}\cos {\gamma _{r}}&a_{r}c_{r}\cos {\beta _{r}}\\a_{r}b_{r}\cos {\gamma _{r}}&b_{r}^{2}&b_{r}c_{r}\cos {\alpha _{r}}\\a_{r}c_{r}\cos {\beta _{r}}&b_{r}c_{r}\cos {\alpha _{r}}&c_{r}^{2}\end{bmatrix}}\ =G^{-1}}
où {\displaystyle a}r, {\displaystyle b}r, {\displaystyle c}r, {\displaystyle \alpha }r, {\displaystyle \beta }r et {\displaystyle \gamma }r sont les paramètres de maille du réseau réciproque et G est le tenseur métrique du réseau direct. 
{\displaystyle \alpha }r, {\displaystyle \beta }r et {\displaystyle \gamma }r sont les angles entre les directions portées par les vecteurs {\displaystyle b}r et {\displaystyle c}r ; {\displaystyle c}r et {\displaystyle a}r ; {\displaystyle a}r et {\displaystyle b}r respectivement.

On obtient ainsi :
{\displaystyle d_{hkl}={\frac {1}{\sqrt {h^{2}a_{r}^{2}+k^{2}b_{r}^{2}+l^{2}c_{r}^{2}+2hka_{r}b_{r}\cos {\gamma _{r}}+2hla_{r}c_{r}\cos {\beta _{r}}+2klb_{r}c_{r}\cos {\alpha _{r}}}}}}
exprimé en fonction des paramètres de maille du réseau réciproque, ou
{\displaystyle d_{hkl}={\sqrt {\frac {1-\cos ^{2}{\alpha }-\cos ^{2}{\beta }-\cos ^{2}{\gamma }+2\cos {\alpha }.\cos {\beta }.\cos {\gamma }}{{\frac {h^{2}}{a^{2}}}\sin ^{2}{\alpha }+{\frac {k^{2}}{b^{2}}}\sin ^{2}{\beta }+{\frac {l^{2}}{c^{2}}}\sin ^{2}{\gamma }-{\frac {2kl}{bc}}(\cos {\alpha }-\cos {\beta }.\cos {\gamma })-{\frac {2lh}{ca}}(\cos {\beta }-\cos {\gamma }.\cos {\alpha })-{\frac {2hk}{ab}}(\cos {\gamma }-\cos {\alpha }.\cos {\beta })}}}}
exprimé en fonction des paramètres de maille du réseau direct.

Dans le cas cubique, cette formule se réduit à :
{\displaystyle d_{hkl}={\frac {a}{\sqrt {h^{2}+k^{2}+l^{2}}}}}
Dans le cas tétragonal, cette formule se réduit à :
{\displaystyle d_{hkl}={\frac {a}{\sqrt {h^{2}+k^{2}+{\frac {a^{2}}{c^{2}}}l^{2}}}}}
Dans le cas hexagonal, cette formule se réduit à :
{\displaystyle d_{hkl}={\frac {1}{\sqrt {{\frac {4}{3}}{\frac {h^{2}+k^{2}+hk}{a^{2}}}+{\frac {l^{2}}{c^{2}}}}}}}

## Sources
1. (en) X-Ray Diffraction by Polycrystalline Materials ; eds. Peiser HS, Rooksby HP, Wilson AJC ; The Institute of Physics, Chapman & Hall Ltd (1955), p. 42